# Армянская лума
Лу́ма (арм. լումա) — разменная денежная единица Армении, составляющая 1⁄100 драма. Монеты достоинством в 10, 20 и 50 лум были выпущены в обращение 21 февраля 1994 года. В настоящее время в обращении не используются, но сохраняют статус законного платёжного средства.

## Характеристики
Все монеты изготавливались из алюминия.
| Изображение | Номинал | Диаметр, мм | Толщина, мм | Масса, г | Гурт    |
| ----------- | ------- | ----------- | ----------- | -------- | ------- |
|             | 10 лум  | 16          | 1,45        | 0,59     | гладкий |
|             | 20 лум  | 18          | 1,45        | 0,75     | гладкий |
|             | 50 лум  | 20          | 1,45        | 0,93     | гладкий |